# Pauló Lajos
Pauló Lajos (Hévízgyörk, 1927. február 10. – Budapest, 1975. augusztus 17.) rendező.

## Pályafutása
Az érettségit követően felvételt nyert a Képzőművészeti Főiskolára, majd a Színház- és Filmművészeti Főiskolán tanult, ahol 1956-ban végzett rendező szakon. 1956-ban került a szolnoki Szigligeti Színházhoz. 1958-tól a budapesti Petőfi és Jókai Színházban rendezett felváltva. 1960-tól haláláig a Magyar Televíziónál az ifjúsági osztályon dolgozott.
Az ő nevéhez fűződik az MTV Ki mit tud? című kulturális tehetségkutató sorozata, valamint a Ki miben tudós?, Riporter kerestetik!, Szavak, csodálatos szavak és a Ki minek mestere? c. ifjúsági vetélkedő műsorok. Rendezett dokumentumfilmeket is (Hajóépítők, Hévízgyörk, 1964), illetve portréfilmeket és népi táncjátékokat.

## Filmjei
- Ki mit tud? – (1962, 1962–63, 1965, 1968, 1972)
- Kukkantó – (1963) op.: Czóbel Anna
- Ki mit tud? - győztesei – op.: Mestyán Tibor, Czabarka György
- Az attassé lánya – (1963) op.: Czabarka György
- Amit nem látott a kamera – (1962) op.: Király Ottó
- Timúr és csapata – (1961) op.: Czóbel Anna
- Vasárnapi veres sorozat – (1960)
- És Ön mit tud? – (1962) op.: Zsombolyai János
- Pad alatti ország – (1963) op.: Bornyi Gyula, Czabarka György, Mezei István
- És most mit tud? – (1964) op.: Novákovits András
- Társak nélkül – (1966) op.: Szilágyi Virgil
- Szeged-Odessza – (1967)
- Támadás a király ellen – (1976) op.: Szegi Anna, Molnár Miklós
- Hidépítők – sorozat (1976) op.: Dobay Sándor
- Halló fíúk, halló lányok – sorozat (1967-1968)
- Jó napot tanító úr – (1968) op.: Dobay Sándor
- Egy, kettő, három – (1969)
- Elégia – (1970) op.: Dobay Sándor
- 63-as járőr – (1970) op.: Dobay Sándor
- Ikerváriak – (1971) op.: Dobay Sándor
- Riporter kerestetik
- Villanypóznák Orfeusza – (1972) op.: Molnár Miklós
- Jutalom utazás (1972) – A Ki mit tud? nyertesei Jugoszláviában és Észak–Olaszországban[2][3]
- A tűz balladája – (1972) op.: Kocsis Sándor
- Karusszel – (1974) op.: Bónis Gyula
- Ki minek mestere – sorozat
- Hahóti fiatalok – (1974) op.: Dobay Sándor
- Galgamenti napok – (1975) op.: Sólyom László, Dobay Sándor

## Díjak, kitüntetések
- A haza szolgálatáért arany fokozat (1959)
- Szocialista Kultúráért (1967)
- SZOT Művészeti díj (1968)
- Szocialista Kultúráért (1972)